# Marco Peltzer
Marc-Paul „Marco” Peltzer (? – ?) belga jégkorongozó, olimpikon.
Az 1928. évi téli olimpiai játékokon játszott a jégkorongtornán a belga csapatban. Az A csoportba kerültek. Az első mérkőzésen kikaptak a britektől 7–3-ra, majd 3–2-re győztek a magyar válogatott ellen. Az utolsó csoport mérkőzésükön legyőzték a franciákat 3–1-re. A csoportból csak az első helyezett brit csapat jutott tovább. A belga csapat a második lett. Összesítésben az 5. A három mérkőzésen 4 gólt ütött, 2-t a magyaroknak.
Az antwerpeni CPA volt a klubcsapata.